# Волгушев, Михаил Николаевич
Михаил Николаевич Волгушев (1 ноября 1917 года, село Шилан, Самарский уезд — 1998 год) — советский инженер, конструктор танков.

## Биография
Родился 1 ноября 1917 года в селе Шилан (ныне Красноярский район Самарской области). Учился на рабфаке в сельскохозяйственном институте, с 1938 года служил в РККА, в 1940 году окончил Военная академия моторизации и механизации Красной Армии имени И. В. Сталина. Член ВКП(б) с 1944 года.
Участник Великой Отечественной войны (Северо-Западный, Калининский, Воронежский, Степной, 2-й Украинский фронты), инженер-капитан, начальник техчасти 1440-го самоходного артиллерийского полка. С 1944 года офицер ГБТУ (Главного бронетанкового управления) Министерства обороны СССР, инженер-полковник. Курировал работу конструкторских бюро и заводов по модернизации САУ и танков. Участник создания танков Т-54, Т-64, Т-72, Т-80. Участник Парада Победы.
С 1972 года заместитель председателя НТК Министерства оборонной промышленности СССР. С 1987 года в отставке.
Умер в 1998 году в результате тяжёлой болезни.

## Награды и премии
- Сталинская премия третьей степени (1951) — за работу в области вооружения (создание новых САУ).
- Орден Отечественной войны 2 степени (06.04.1985);
- Орден Красной Звезды (30.04.1954);
- Две медали «За боевые заслуги» (03.09.1943, 20.06.1949);
- Медаль «За победу над Германией в Великой Отечественной войне 1941—1945 гг.»